# العليم (أسماء الله الحسنى)
العليم من أسماء الله الحسنى ،ومعناه: أن الله عليمٌ بما كان، وما هو كائن، وما سيكون، وما لم يكن لو كان كيف يكون، وأحاط علمه سبحانه وتعالى بجميع الأشياء ظاهرها وباطنها، دقيقها وجليلها.

## ذكره فيالقرآن
ورد اسم الله العليم في القرآن الكريم 157 مرة ،منها قوله تعالى:
- في سورة الأنعام قال الله تعالى : ﴿فَالِقُ الْإِصْبَاحِ وَجَعَلَ اللَّيْلَ سَكَنًا وَالشَّمْسَ وَالْقَمَرَ حُسْبَانًا ذَلِكَ تَقْدِيرُ الْعَزِيزِ الْعَلِيمِ ۝٩٦﴾ [الأنعام:96].
- في سورة العنكبوت قال الله تعالى:﴿وَكَأَيِّنْ مِنْ دَابَّةٍ لَا تَحْمِلُ رِزْقَهَا اللَّهُ يَرْزُقُهَا وَإِيَّاكُمْ وَهُوَ السَّمِيعُ الْعَلِيمُ ۝٦٠﴾ [العنكبوت:60].
- في سورة يس قال الله تعالى : ﴿أَوَلَيْسَ الَّذِي خَلَقَ السَّمَاوَاتِ وَالْأَرْضَ بِقَادِرٍ عَلَى أَنْ يَخْلُقَ مِثْلَهُمْ بَلَى وَهُوَ الْخَلَّاقُ الْعَلِيمُ ۝٨١﴾ [يس:81].
- في سورة التحريم قال الله تعالى : ﴿قَدْ فَرَضَ اللَّهُ لَكُمْ تَحِلَّةَ أَيْمَانِكُمْ وَاللَّهُ مَوْلَاكُمْ وَهُوَ الْعَلِيمُ الْحَكِيمُ ۝٢ وَإِذْ أَسَرَّ النَّبِيُّ إِلَى بَعْضِ أَزْوَاجِهِ حَدِيثًا فَلَمَّا نَبَّأَتْ بِهِ وَأَظْهَرَهُ اللَّهُ عَلَيْهِ عَرَّفَ بَعْضَهُ وَأَعْرَضَ عَنْ بَعْضٍ فَلَمَّا نَبَّأَهَا بِهِ قَالَتْ مَنْ أَنْبَأَكَ هَذَا قَالَ نَبَّأَنِيَ الْعَلِيمُ الْخَبِيرُ ۝٣﴾ [التحريم:2–3].
- في سورة البقرة قال الله تعالى : ﴿وَعَلَّمَ آدَمَ الْأَسْمَاءَ كُلَّهَا ثُمَّ عَرَضَهُمْ عَلَى الْمَلَائِكَةِ فَقَالَ أَنْبِئُونِي بِأَسْمَاءِ هَؤُلَاءِ إِنْ كُنْتُمْ صَادِقِينَ ۝٣١ قَالُوا سُبْحَانَكَ لَا عِلْمَ لَنَا إِلَّا مَا عَلَّمْتَنَا إِنَّكَ أَنْتَ الْعَلِيمُ الْحَكِيمُ ۝٣٢﴾.
- في سورة البقرة قال الله تعالى : ﴿فَإِنْ آمَنُوا بِمِثْلِ مَا آمَنْتُمْ بِهِ فَقَدِ اهْتَدَوْا وَإِنْ تَوَلَّوْا فَإِنَّمَا هُمْ فِي شِقَاقٍ فَسَيَكْفِيكَهُمُ اللَّهُ وَهُوَ السَّمِيعُ الْعَلِيمُ ۝١٣٧﴾ [البقرة:137].
- في سورة الأنعام قال الله تعالى : ﴿وَلَهُ مَا سَكَنَ فِي اللَّيْلِ وَالنَّهَارِ وَهُوَ السَّمِيعُ الْعَلِيمُ ۝١٣﴾ [الأنعام:13].
- في سورة يوسف قال الله تعالى : ﴿فَاسْتَجَابَ لَهُ رَبُّهُ فَصَرَفَ عَنْهُ كَيْدَهُنَّ إِنَّهُ هُوَ السَّمِيعُ الْعَلِيمُ ۝٣٤﴾ [يوسف:34].
- في سورة الحجر قال الله تعالى : ﴿إِنَّ رَبَّكَ هُوَ الْخَلَّاقُ الْعَلِيمُ ۝٨٦﴾ [الحجر:86].
- في سورة النمل قال الله تعالى : ﴿إِنَّ رَبَّكَ يَقْضِي بَيْنَهُمْ بِحُكْمِهِ وَهُوَ الْعَزِيزُ الْعَلِيمُ ۝٧٨﴾ [النمل:78].
- في سورة العنكبوت قال الله تعالى:﴿مَنْ كَانَ يَرْجُو لِقَاءَ اللَّهِ فَإِنَّ أَجَلَ اللَّهِ لَآتٍ وَهُوَ السَّمِيعُ الْعَلِيمُ ۝٥﴾ [العنكبوت:5].
- في سورة الروم قال الله تعالى : ﴿اللَّهُ الَّذِي خَلَقَكُمْ مِنْ ضَعْفٍ ثُمَّ جَعَلَ مِنْ بَعْدِ ضَعْفٍ قُوَّةً ثُمَّ جَعَلَ مِنْ بَعْدِ قُوَّةٍ ضَعْفًا وَشَيْبَةً يَخْلُقُ مَا يَشَاءُ وَهُوَ الْعَلِيمُ الْقَدِيرُ ۝٥٤﴾ [الروم:54].
- في سورة يس قال الله تعالى : ﴿وَالشَّمْسُ تَجْرِي لِمُسْتَقَرٍّ لَهَا ذَلِكَ تَقْدِيرُ الْعَزِيزِ الْعَلِيمِ ۝٣٨﴾ [يس:38].
- في سورة غافر قال الله تعالى : ﴿تَنْزِيلُ الْكِتَابِ مِنَ اللَّهِ الْعَزِيزِ الْعَلِيمِ ۝٢﴾ [غافر:2].
- في سورة فصلت قال الله تعالى:﴿فَقَضَاهُنَّ سَبْعَ سَمَاوَاتٍ فِي يَوْمَيْنِ وَأَوْحَى فِي كُلِّ سَمَاءٍ أَمْرَهَا وَزَيَّنَّا السَّمَاءَ الدُّنْيَا بِمَصَابِيحَ وَحِفْظًا ذَلِكَ تَقْدِيرُ الْعَزِيزِ الْعَلِيمِ ۝١٢﴾ [فصلت:12]

## المعنى اللغوي
العلم هو المعرفة وهو ضد الجهل وتختلف درجاته فلا يسمى عالماً إلا بعد الوصول إلى ذروة المعرفة والإلمام بالشئ.
- فهناك المتعلم وهو من يتلقى العلم الجديد.
- وهناك العالم وهو القديم في العلم والمتمرس فيه.
- وهناك العلاّمة ، ويوصف بها الذكر والأنثى ، وإنما جاءت «التاء» لزيادة المبالغة حيث يوصف بها من بلغ النهاية والغاية من العلم حيث لا تخفى عليه صغيرة ولا كبيرة في علمه.
- وهناك العليم وهو فوق الكل وهو من يعطي مايشاء من علمة للعلماء بكافة أنواعهم ويعلم ما يسرون وما يعلنون ويعلم ذات الصدور ويقلب علمه كيف يشاء ويقسمه على من يشاء وقت ما يشاء ولا يجهل شيء ولا يخفى عليه خافية وهو الذي أحاط بالعلم كاملاً.

ذكر ابن منظور في كتابه لسان العرب مجمل أقوال علماء اللغة في معنى علم فقال 
| العليم (أسماء الله الحسنى) | قول ابن عيينة والعِلْمُ نقيضُ الجهل عَلِم عِلْماً وعَلُمَ هو نَفْسُه ورجل عالمٌ وعَلِيمٌ من قومٍ عُلماءَ فيهما جميعاً قال سيبويه يقول عُلَماء من لا يقول إلاّ عالِماً قال ابن جني لمَّا كان العِلْم قد يكون الوصف به بعدَ المُزاوَلة له وطُولِ المُلابسةِ صار كأنه غريزةٌ ولم يكن على أول دخوله فيه ولو كان كذلك لكان مُتعلِّماً لا عالِماً فلما خرج بالغريزة إلى باب فَعُل صار عالمٌ في المعنى كعَليمٍ فكُسِّرَ تَكْسيرَه ثم حملُوا عليه ضدَّه فقالوا جُهَلاء كعُلَماء وصار عُلَماء كَحُلَماء لأن العِلمَ محْلَمةٌ لصاحبه | العليم (أسماء الله الحسنى) |

## وصف غيراللهبالعلم
من فضل الله تعالى وعظمته وكمال علمه أن أنعم على بعض خلقه بالقليل من العلم الذي إذا اجتمع كله فإنه لا يساوي عند علم الله قطرة ماء في بحر بل أقل من ذلك بكثير والله تبارك وتعالى يؤتي علمه من يشاء بفضل منه ورحمة وليس لأحد من العالمين فضل على الله نسأله تعالى أن يؤتينا من علمه.
- قال الله تعالى : ﴿فَوَجَدَا عَبْدًا مِنْ عِبَادِنَا آتَيْنَاهُ رَحْمَةً مِنْ عِنْدِنَا وَعَلَّمْنَاهُ مِنْ لَدُنَّا عِلْمًا ۝٦٥﴾ (سورة الكهف).
- و قال الله تعالى : ﴿وَلَقَدْ آتَيْنَا دَاوُدَ وَسُلَيْمَانَ عِلْمًا وَقَالَا الْحَمْدُ لِلَّهِ الَّذِي فَضَّلَنَا عَلَى كَثِيرٍ مِنْ عِبَادِهِ الْمُؤْمِنِينَ ۝١٥﴾ (سورة النمل).
- و قال الله تعالى في مدح موسى : ﴿وَلَمَّا بَلَغَ أَشُدَّهُ وَاسْتَوَى آتَيْنَاهُ حُكْمًا وَعِلْمًا وَكَذَلِكَ نَجْزِي الْمُحْسِنِينَ ۝١٤﴾ (سورة القصص).
- و قال الله تعالى في مدح نبي الله يوسف علية السلام : ﴿وَلَمَّا بَلَغَ أَشُدَّهُ آتَيْنَاهُ حُكْمًا وَعِلْمًا وَكَذَلِكَ نَجْزِي الْمُحْسِنِينَ ۝٢٢﴾ (سورة يوسف).
- و قال الله تعالى : ﴿وَلُوطًا آتَيْنَاهُ حُكْمًا وَعِلْمًا وَنَجَّيْنَاهُ مِنَ الْقَرْيَةِ الَّتِي كَانَتْ تَعْمَلُ الْخَبَائِثَ إِنَّهُمْ كَانُوا قَوْمَ سَوْءٍ فَاسِقِينَ ۝٧٤﴾ (سورة الأنبياء).
- و قال الله تعالى : ﴿وَدَاوُدَ وَسُلَيْمَانَ إِذْ يَحْكُمَانِ فِي الْحَرْثِ إِذْ نَفَشَتْ فِيهِ غَنَمُ الْقَوْمِ وَكُنَّا لِحُكْمِهِمْ شَاهِدِينَ ۝٧٨ فَفَهَّمْنَاهَا سُلَيْمَانَ وَكُلًّا آتَيْنَا حُكْمًا وَعِلْمًا وَسَخَّرْنَا مَعَ دَاوُدَ الْجِبَالَ يُسَبِّحْنَ وَالطَّيْرَ وَكُنَّا فَاعِلِينَ ۝٧٩ وَعَلَّمْنَاهُ صَنْعَةَ لَبُوسٍ لَكُمْ لِتُحْصِنَكُمْ مِنْ بَأْسِكُمْ فَهَلْ أَنْتُمْ شَاكِرُونَ ۝٨٠﴾ (سورة الأنبياء).

## كيف تحصل على العلم من العليم سبحانه ؟
أن العلم لله تعالى يؤتي منه من يشاء بقدر منه وبفضله وبرحمته ، وهو بعلمه يقدِّر ما يشاء ولا رَادَّ لقضائه وينقسم العلم إلى علوم الدنيا وعلوم الآخرة:
1) فأما علوم الدنيا فهي هينة على الله تعالى ولا يقيم الله تعالى لها وزنا ولا تساوي عند الله تعالى جناح بعوضة كما هي الدنيا كلها فيعطي منها البر والفاجر والمؤمن والكافر والأعمى والبصير والقوي والضعيف والفقير والغني. و منها علم حسن مفيد ومنها علم سيئ ضار ومنها علوم يتنزه الله سبحانه وتعالى عنها كالسحر والفسوق والعصيان.
- قال الله تعالى : ﴿وَاتَّبَعُوا مَا تَتْلُو الشَّيَاطِينُ عَلَى مُلْكِ سُلَيْمَانَ وَمَا كَفَرَ سُلَيْمَانُ وَلَكِنَّ الشَّيَاطِينَ كَفَرُوا يُعَلِّمُونَ النَّاسَ السِّحْرَ وَمَا أُنْزِلَ عَلَى الْمَلَكَيْنِ بِبَابِلَ هَارُوتَ وَمَارُوتَ وَمَا يُعَلِّمَانِ مِنْ أَحَدٍ حَتَّى يَقُولَا إِنَّمَا نَحْنُ فِتْنَةٌ فَلَا تَكْفُرْ فَيَتَعَلَّمُونَ مِنْهُمَا مَا يُفَرِّقُونَ بِهِ بَيْنَ الْمَرْءِ وَزَوْجِهِ وَمَا هُمْ بِضَارِّينَ بِهِ مِنْ أَحَدٍ إِلَّا بِإِذْنِ اللَّهِ وَيَتَعَلَّمُونَ مَا يَضُرُّهُمْ وَلَا يَنْفَعُهُمْ وَلَقَدْ عَلِمُوا لَمَنِ اشْتَرَاهُ مَا لَهُ فِي الْآخِرَةِ مِنْ خَلَاقٍ وَلَبِئْسَ مَا شَرَوْا بِهِ أَنْفُسَهُمْ لَوْ كَانُوا يَعْلَمُونَ ۝١٠٢﴾ (سورة البقرة).
- قال الله تعالى : ﴿كُلًّا نُمِدُّ هَؤُلَاءِ وَهَؤُلَاءِ مِنْ عَطَاءِ رَبِّكَ وَمَا كَانَ عَطَاءُ رَبِّكَ مَحْظُورًا ۝٢٠﴾ (سورة الإسراء).

2) وأما علوم الآخرة ومعرفة الله فهي غالية على الله تعالى ولا ينالها أحد إلا جزاء من الله على صلاح عمل أو حسن عبادة أو شكر من الله وفضل منه وهو العلم الذي تفضل به الله على الأنبياء والرسل والصالحين نسأل الله منه.
- قال الله تعالى في مدح موسى : ﴿وَلَمَّا بَلَغَ أَشُدَّهُ وَاسْتَوَى آتَيْنَاهُ حُكْمًا وَعِلْمًا وَكَذَلِكَ نَجْزِي الْمُحْسِنِينَ ۝١٤﴾ (سورة القصص) فكان علم موسى علية السلام هو جزاء الإحسان.
- و قال الله تعالى في مدح نبي الله يوسف علية السلام : ﴿وَلَمَّا بَلَغَ أَشُدَّهُ آتَيْنَاهُ حُكْمًا وَعِلْمًا وَكَذَلِكَ نَجْزِي الْمُحْسِنِينَ ۝٢٢﴾ (سورة يوسف) فكان علم يوسف علية السلام هو جزاء الإحسان.
- و قال الله تعالى : ﴿وَمِنَ النَّاسِ وَالدَّوَابِّ وَالْأَنْعَامِ مُخْتَلِفٌ أَلْوَانُهُ كَذَلِكَ إِنَّمَا يَخْشَى اللَّهَ مِنْ عِبَادِهِ الْعُلَمَاءُ إِنَّ اللَّهَ عَزِيزٌ غَفُورٌ ۝٢٨﴾ (سورة فاطر) فإنه من يعلم عظمة الله وقوّته وأسمائه وصفاته حق المعرفة فإنة سوف يخشاه ويخاف منه ويرجو ما عنده من العلم والرحمة.

## الفرق بين علماللهوعلم غيره
الفرق بين علم الله وعلم عباده لايمكن أن يُعد أو أن يُحصى ، فعلم الله أجلّ وأعظم من أن يقارن بعلم أحد من خلقة ولكن لبيان ضعف المخلوق ورداً على الظالمين فقد سبقنا بهذا نبي الله موسى علية السلام في خطابه لفرعون عندما سأله مابال القرون الأولى قال الله تعالى : ﴿قَالَ عِلْمُهَا عِنْدَ رَبِّي فِي كِتَابٍ لَا يَضِلُّ رَبِّي وَلَا يَنْسَى ۝٥٢﴾ (سورة طه) ،فاكتفى نبي الله موسى عليه السلام بوصفين لعلم الله لا يمكن أن يتصف بها علم أي أحد من خلقه وهي كالتالي :
1) علم غيرِ اللهِ سَبَقَهُ الجهل بينما علمُ اللهِ لم يسبقه جهل 
- قال الله تعالى : ﴿قَالَ عِلْمُهَا عِنْدَ رَبِّي فِي كِتَابٍ لَا يَضِلُّ رَبِّي وَلَا يَنْسَى ۝٥٢﴾ (سورة طه).
- قال الله تعالى : ﴿وَاللَّهُ أَخْرَجَكُمْ مِنْ بُطُونِ أُمَّهَاتِكُمْ لَا تَعْلَمُونَ شَيْئًا وَجَعَلَ لَكُمُ السَّمْعَ وَالْأَبْصَارَ وَالْأَفْئِدَةَ لَعَلَّكُمْ تَشْكُرُونَ ۝٧٨﴾ (سورة النحل).
- قال الله تعالى : ﴿فَإِنْ خِفْتُمْ فَرِجَالًا أَوْ رُكْبَانًا فَإِذَا أَمِنْتُمْ فَاذْكُرُوا اللَّهَ كَمَا عَلَّمَكُمْ مَا لَمْ تَكُونُوا تَعْلَمُونَ ۝٢٣٩﴾ (سورة البقرة).

2) علم غيرِ اللهِ قابلٌ أن يُنسى و إن لم ينساه صاحبه فإنه سيموت ويتركه وإن تعلمه أحد من بعده فسيأتي يوم ليترك علمه أو يتركه علمه بينما علم الله لا يمكن أن ينسى.
- قال الله تعالى : ﴿قَالَ عِلْمُهَا عِنْدَ رَبِّي فِي كِتَابٍ لَا يَضِلُّ رَبِّي وَلَا يَنْسَى ۝٥٢﴾ (سورة طه).
- قال الله تعالى : ﴿وَمَا نَتَنَزَّلُ إِلَّا بِأَمْرِ رَبِّكَ لَهُ مَا بَيْنَ أَيْدِينَا وَمَا خَلْفَنَا وَمَا بَيْنَ ذَلِكَ وَمَا كَانَ رَبُّكَ نَسِيًّا ۝٦٤﴾ (سورة مريم).
- قال الله تعالى : ﴿وَضَرَبَ لَنَا مَثَلًا وَنَسِيَ خَلْقَهُ قَالَ مَنْ يُحْيِي الْعِظَامَ وَهِيَ رَمِيمٌ ۝٧٨﴾ (سورة يس).

## كيف وسعاللهالعليم كل شيء علماً ؟
قال الله تعالى : ﴿إِنَّمَا إِلَهُكُمُ اللَّهُ الَّذِي لَا إِلَهَ إِلَّا هُوَ وَسِعَ كُلَّ شَيْءٍ عِلْمًا ۝٩٨﴾ (سورة طه) ،وسع الله كل شي علما فهو سبحانه وتعالى له علم كل شي فهو يعلم ما كان وماهو كائن وما سيكون ومالم يكن لو كان كيف يكون.

### يعلم ما كان
ومن هذا إخبار الله تعالى عباده بما كان من أنباء القرون الماضية التي لم يعرفوها ولم يعاصروها ولم تصل إليهم أخبارها.
- قال الله تعالى : ﴿ذَلِكَ مِنْ أَنْبَاءِ الْقُرَى نَقُصُّهُ عَلَيْكَ مِنْهَا قَائِمٌ وَحَصِيدٌ ۝١٠٠﴾ (سورة هود).
- و قال الله تعالى : ﴿كَذَلِكَ نَقُصُّ عَلَيْكَ مِنْ أَنْبَاءِ مَا قَدْ سَبَقَ وَقَدْ آتَيْنَاكَ مِنْ لَدُنَّا ذِكْرًا ۝٩٩﴾ (سورة طه).
- و قال الله تعالى : ﴿وَكُلًّا نَقُصُّ عَلَيْكَ مِنْ أَنْبَاءِ الرُّسُلِ مَا نُثَبِّتُ بِهِ فُؤَادَكَ وَجَاءَكَ فِي هَذِهِ الْحَقُّ وَمَوْعِظَةٌ وَذِكْرَى لِلْمُؤْمِنِينَ ۝١٢٠﴾ (سورة هود).
- و قال الله تعالى : ﴿تِلْكَ مِنْ أَنْبَاءِ الْغَيْبِ نُوحِيهَا إِلَيْكَ مَا كُنْتَ تَعْلَمُهَا أَنْتَ وَلَا قَوْمُكَ مِنْ قَبْلِ هَذَا فَاصْبِرْ إِنَّ الْعَاقِبَةَ لِلْمُتَّقِينَ ۝٤٩﴾ (سورة هود).
- و قال الله تعالى : ﴿ذَلِكَ مِنْ أَنْبَاءِ الْغَيْبِ نُوحِيهِ إِلَيْكَ وَمَا كُنْتَ لَدَيْهِمْ إِذْ يُلْقُونَ أَقْلَامَهُمْ أَيُّهُمْ يَكْفُلُ مَرْيَمَ وَمَا كُنْتَ لَدَيْهِمْ إِذْ يَخْتَصِمُونَ ۝٤٤﴾ (سورة آل عمران).

### يعلم ماهو كائن
ومن هذا إخبار الله تعالى عبادة بما يدور حولهم في قريتهم.
- قال الله تعالى : ﴿قَدْ سَمِعَ اللَّهُ قَوْلَ الَّتِي تُجَادِلُكَ فِي زَوْجِهَا وَتَشْتَكِي إِلَى اللَّهِ وَاللَّهُ يَسْمَعُ تَحَاوُرَكُمَا إِنَّ اللَّهَ سَمِيعٌ بَصِيرٌ ۝١﴾ (سورة المجادلة).
- و قال الله تعالى : ﴿سَيَقُولُ لَكَ الْمُخَلَّفُونَ مِنَ الْأَعْرَابِ شَغَلَتْنَا أَمْوَالُنَا وَأَهْلُونَا فَاسْتَغْفِرْ لَنَا يَقُولُونَ بِأَلْسِنَتِهِمْ مَا لَيْسَ فِي قُلُوبِهِمْ قُلْ فَمَنْ يَمْلِكُ لَكُمْ مِنَ اللَّهِ شَيْئًا إِنْ أَرَادَ بِكُمْ ضَرًّا أَوْ أَرَادَ بِكُمْ نَفْعًا بَلْ كَانَ اللَّهُ بِمَا تَعْمَلُونَ خَبِيرًا ۝١١﴾ (سورة الفتح).
- و قال الله تعالى : ﴿لَقَدْ سَمِعَ اللَّهُ قَوْلَ الَّذِينَ قَالُوا إِنَّ اللَّهَ فَقِيرٌ وَنَحْنُ أَغْنِيَاءُ سَنَكْتُبُ مَا قَالُوا وَقَتْلَهُمُ الْأَنْبِيَاءَ بِغَيْرِ حَقٍّ وَنَقُولُ ذُوقُوا عَذَابَ الْحَرِيقِ ۝١٨١﴾ (سورة آل عمران).
- و قال الله تعالى : ﴿يَقُولُونَ لَئِنْ رَجَعْنَا إِلَى الْمَدِينَةِ لَيُخْرِجَنَّ الْأَعَزُّ مِنْهَا الْأَذَلَّ وَلِلَّهِ الْعِزَّةُ وَلِرَسُولِهِ وَلِلْمُؤْمِنِينَ وَلَكِنَّ الْمُنَافِقِينَ لَا يَعْلَمُونَ ۝٨﴾ (سورة المنافقون).

### يعلم ماسيكون
ومن هذا إخبار الله تعالى عباده بما سيكون في المستقبل وفي اليوم الآخر.
- قال الله تعالى : ﴿فَإِذَا النُّجُومُ طُمِسَتْ ۝٨ وَإِذَا السَّمَاءُ فُرِجَتْ ۝٩ وَإِذَا الْجِبَالُ نُسِفَتْ ۝١٠﴾ (سورة المرسلات).
- و قال الله تعالى : ﴿وَمَنْ أَعْرَضَ عَنْ ذِكْرِي فَإِنَّ لَهُ مَعِيشَةً ضَنْكًا وَنَحْشُرُهُ يَوْمَ الْقِيَامَةِ أَعْمَى ۝١٢٤ قَالَ رَبِّ لِمَ حَشَرْتَنِي أَعْمَى وَقَدْ كُنْتُ بَصِيرًا ۝١٢٥﴾ (سورة طه).
- و قال الله تعالى : ﴿قُلْ لِلَّذِينَ كَفَرُوا سَتُغْلَبُونَ وَتُحْشَرُونَ إِلَى جَهَنَّمَ وَبِئْسَ الْمِهَادُ ۝١٢﴾ (سورة آل عمران).
- و قال الله تعالى : ﴿يَوْمَ نَحْشُرُ الْمُتَّقِينَ إِلَى الرَّحْمَنِ وَفْدًا ۝٨٥ وَنَسُوقُ الْمُجْرِمِينَ إِلَى جَهَنَّمَ وِرْدًا ۝٨٦ لَا يَمْلِكُونَ الشَّفَاعَةَ إِلَّا مَنِ اتَّخَذَ عِنْدَ الرَّحْمَنِ عَهْدًا ۝٨٧﴾ (سورة مريم).
- و قال الله تعالى : ﴿يَوْمَ يُنْفَخُ فِي الصُّورِ وَنَحْشُرُ الْمُجْرِمِينَ يَوْمَئِذٍ زُرْقًا ۝١٠٢ يَتَخَافَتُونَ بَيْنَهُمْ إِنْ لَبِثْتُمْ إِلَّا عَشْرًا ۝١٠٣ نَحْنُ أَعْلَمُ بِمَا يَقُولُونَ إِذْ يَقُولُ أَمْثَلُهُمْ طَرِيقَةً إِنْ لَبِثْتُمْ إِلَّا يَوْمًا ۝١٠٤ وَيَسْأَلُونَكَ عَنِ الْجِبَالِ فَقُلْ يَنْسِفُهَا رَبِّي نَسْفًا ۝١٠٥ فَيَذَرُهَا قَاعًا صَفْصَفًا ۝١٠٦ لَا تَرَى فِيهَا عِوَجًا وَلَا أَمْتًا ۝١٠٧ يَوْمَئِذٍ يَتَّبِعُونَ الدَّاعِيَ لَا عِوَجَ لَهُ وَخَشَعَتِ الْأَصْوَاتُ لِلرَّحْمَنِ فَلَا تَسْمَعُ إِلَّا هَمْسًا ۝١٠٨ يَوْمَئِذٍ لَا تَنْفَعُ الشَّفَاعَةُ إِلَّا مَنْ أَذِنَ لَهُ الرَّحْمَنُ وَرَضِيَ لَهُ قَوْلًا ۝١٠٩ يَعْلَمُ مَا بَيْنَ أَيْدِيهِمْ وَمَا خَلْفَهُمْ وَلَا يُحِيطُونَ بِهِ عِلْمًا ۝١١٠﴾ (سورة طه).

### يعلم مالم يكن لو كان كيف يكون
ومن هذا إخبار الله تعالى عباده بما لم يكن وما لم يكون لو كان كيف سيكون مثل أهل النار لو خرجو منها أو لو خرج المنافقون للقتال ماذا سيكون.
- قال الله تعالى : ﴿بَلْ بَدَا لَهُمْ مَا كَانُوا يُخْفُونَ مِنْ قَبْلُ وَلَوْ رُدُّوا لَعَادُوا لِمَا نُهُوا عَنْهُ وَإِنَّهُمْ لَكَاذِبُونَ ۝٢٨﴾ (سورة الأنعام).
- و قال الله تعالى : ﴿لَوْ خَرَجُوا فِيكُمْ مَا زَادُوكُمْ إِلَّا خَبَالًا وَلَأَوْضَعُوا خِلَالَكُمْ يَبْغُونَكُمُ الْفِتْنَةَ وَفِيكُمْ سَمَّاعُونَ لَهُمْ وَاللَّهُ عَلِيمٌ بِالظَّالِمِينَ ۝٤٧﴾ (سورة التوبة).

## مفاتح الغيب الخمسة
هناك أمور اختص الله بعلمها وأخبر سبحانه بأنه لا يعلمها إلا هو ، وسماها مفاتح الغيب ذكرها سبحانه إجمالاً في سورة الأنعام ،قال الله تعالى : ﴿وَعِنْدَهُ مَفَاتِحُ الْغَيْبِ لَا يَعْلَمُهَا إِلَّا هُوَ وَيَعْلَمُ مَا فِي الْبَرِّ وَالْبَحْرِ وَمَا تَسْقُطُ مِنْ وَرَقَةٍ إِلَّا يَعْلَمُهَا وَلَا حَبَّةٍ فِي ظُلُمَاتِ الْأَرْضِ وَلَا رَطْبٍ وَلَا يَابِسٍ إِلَّا فِي كِتَابٍ مُبِينٍ ۝٥٩﴾ (سورة الأنعام) ،ثم فصّلها سبحانه وتعالى في آخر سورة لقمان ،قال الله تعالى : ﴿إِنَّ اللَّهَ عِنْدَهُ عِلْمُ السَّاعَةِ وَيُنَزِّلُ الْغَيْثَ وَيَعْلَمُ مَا فِي الْأَرْحَامِ وَمَا تَدْرِي نَفْسٌ مَاذَا تَكْسِبُ غَدًا وَمَا تَدْرِي نَفْسٌ بِأَيِّ أَرْضٍ تَمُوتُ إِنَّ اللَّهَ عَلِيمٌ خَبِيرٌ ۝٣٤﴾ (سورة لقمان).

### عِلْمُ السَّاعَةِ
أحد مفاتح الغيب الخمسة التي لا يعلمها إلا الله وهي وقت نهايه العالم والعالمين وقيام الجزاء والحساب.
- قال الله تعالى : ﴿يَسْأَلُكَ النَّاسُ عَنِ السَّاعَةِ قُلْ إِنَّمَا عِلْمُهَا عِنْدَ اللَّهِ وَمَا يُدْرِيكَ لَعَلَّ السَّاعَةَ تَكُونُ قَرِيبًا ۝٦٣﴾ (سورة الأحزاب).
- قال الله تعالى : ﴿يَسْأَلُونَكَ عَنِ السَّاعَةِ أَيَّانَ مُرْسَاهَا قُلْ إِنَّمَا عِلْمُهَا عِنْدَ رَبِّي لَا يُجَلِّيهَا لِوَقْتِهَا إِلَّا هُوَ ثَقُلَتْ فِي السَّمَاوَاتِ وَالْأَرْضِ لَا تَأْتِيكُمْ إِلَّا بَغْتَةً يَسْأَلُونَكَ كَأَنَّكَ حَفِيٌّ عَنْهَا قُلْ إِنَّمَا عِلْمُهَا عِنْدَ اللَّهِ وَلَكِنَّ أَكْثَرَ النَّاسِ لَا يَعْلَمُونَ ۝١٨٧﴾ (سورة الأعراف).
- قال الله تعالى : ﴿اللَّهُ الَّذِي أَنْزَلَ الْكِتَابَ بِالْحَقِّ وَالْمِيزَانَ وَمَا يُدْرِيكَ لَعَلَّ السَّاعَةَ قَرِيبٌ ۝١٧ يَسْتَعْجِلُ بِهَا الَّذِينَ لَا يُؤْمِنُونَ بِهَا وَالَّذِينَ آمَنُوا مُشْفِقُونَ مِنْهَا وَيَعْلَمُونَ أَنَّهَا الْحَقُّ أَلَا إِنَّ الَّذِينَ يُمَارُونَ فِي السَّاعَةِ لَفِي ضَلَالٍ بَعِيدٍ ۝١٨﴾ (سورة الشورى).
- قال الله تعالى : ﴿بَلِ السَّاعَةُ مَوْعِدُهُمْ وَالسَّاعَةُ أَدْهَى وَأَمَرُّ ۝٤٦﴾ (سورة القمر).
- قال الله تعالى : ﴿وَتَبَارَكَ الَّذِي لَهُ مُلْكُ السَّمَاوَاتِ وَالْأَرْضِ وَمَا بَيْنَهُمَا وَعِنْدَهُ عِلْمُ السَّاعَةِ وَإِلَيْهِ تُرْجَعُونَ ۝٨٥﴾ (سورة الزخرف).
- قال الله تعالى : ﴿يَسْأَلُونَكَ عَنِ السَّاعَةِ أَيَّانَ مُرْسَاهَا ۝٤٢ فِيمَ أَنْتَ مِنْ ذِكْرَاهَا ۝٤٣ إِلَى رَبِّكَ مُنْتَهَاهَا ۝٤٤﴾ (سورة النازعات).

### يُنَزِّلُ الْغَيْثَ
أحد مفاتح الغيب الخمسة التي لا يعلمها إلا الله.
- قال الله تعالى : ﴿وَهُوَ الَّذِي يُنَزِّلُ الْغَيْثَ مِنْ بَعْدِ مَا قَنَطُوا وَيَنْشُرُ رَحْمَتَهُ وَهُوَ الْوَلِيُّ الْحَمِيدُ ۝٢٨﴾ (سورة الشورى).
- قال الله تعالى : ﴿الَّذِي جَعَلَ لَكُمُ الْأَرْضَ فِرَاشًا وَالسَّمَاءَ بِنَاءً وَأَنْزَلَ مِنَ السَّمَاءِ مَاءً فَأَخْرَجَ بِهِ مِنَ الثَّمَرَاتِ رِزْقًا لَكُمْ فَلَا تَجْعَلُوا لِلَّهِ أَنْدَادًا وَأَنْتُمْ تَعْلَمُونَ ۝٢٢﴾ (سورة البقرة).
- قال الله تعالى : ﴿إِنَّ فِي خَلْقِ السَّمَاوَاتِ وَالْأَرْضِ وَاخْتِلَافِ اللَّيْلِ وَالنَّهَارِ وَالْفُلْكِ الَّتِي تَجْرِي فِي الْبَحْرِ بِمَا يَنْفَعُ النَّاسَ وَمَا أَنْزَلَ اللَّهُ مِنَ السَّمَاءِ مِنْ مَاءٍ فَأَحْيَا بِهِ الْأَرْضَ بَعْدَ مَوْتِهَا وَبَثَّ فِيهَا مِنْ كُلِّ دَابَّةٍ وَتَصْرِيفِ الرِّيَاحِ وَالسَّحَابِ الْمُسَخَّرِ بَيْنَ السَّمَاءِ وَالْأَرْضِ لَآيَاتٍ لِقَوْمٍ يَعْقِلُونَ ۝١٦٤﴾ (سورة البقرة).
- قال الله تعالى : ﴿أَنْزَلَ مِنَ السَّمَاءِ مَاءً فَسَالَتْ أَوْدِيَةٌ بِقَدَرِهَا فَاحْتَمَلَ السَّيْلُ زَبَدًا رَابِيًا وَمِمَّا يُوقِدُونَ عَلَيْهِ فِي النَّارِ ابْتِغَاءَ حِلْيَةٍ أَوْ مَتَاعٍ زَبَدٌ مِثْلُهُ كَذَلِكَ يَضْرِبُ اللَّهُ الْحَقَّ وَالْبَاطِلَ فَأَمَّا الزَّبَدُ فَيَذْهَبُ جُفَاءً وَأَمَّا مَا يَنْفَعُ النَّاسَ فَيَمْكُثُ فِي الْأَرْضِ كَذَلِكَ يَضْرِبُ اللَّهُ الْأَمْثَالَ ۝١٧﴾ (سورة الرعد).
- قال الله تعالى : ﴿وَأَرْسَلْنَا الرِّيَاحَ لَوَاقِحَ فَأَنْزَلْنَا مِنَ السَّمَاءِ مَاءً فَأَسْقَيْنَاكُمُوهُ وَمَا أَنْتُمْ لَهُ بِخَازِنِينَ ۝٢٢﴾ (سورة الحجر).
- قال الله تعالى : ﴿وَهُوَ الَّذِي أَرْسَلَ الرِّيَاحَ بُشْرًا بَيْنَ يَدَيْ رَحْمَتِهِ وَأَنْزَلْنَا مِنَ السَّمَاءِ مَاءً طَهُورًا ۝٤٨ لِنُحْيِيَ بِهِ بَلْدَةً مَيْتًا وَنُسْقِيَهُ مِمَّا خَلَقْنَا أَنْعَامًا وَأَنَاسِيَّ كَثِيرًا ۝٤٩﴾ (سورة الفرقان).
- قال الله تعالى : ﴿أَلَمْ تَرَ أَنَّ اللَّهَ أَنْزَلَ مِنَ السَّمَاءِ مَاءً فَأَخْرَجْنَا بِهِ ثَمَرَاتٍ مُخْتَلِفًا أَلْوَانُهَا وَمِنَ الْجِبَالِ جُدَدٌ بِيضٌ وَحُمْرٌ مُخْتَلِفٌ أَلْوَانُهَا وَغَرَابِيبُ سُودٌ ۝٢٧﴾ (سورة فاطر).
- قال الله تعالى : ﴿وَنَزَّلْنَا مِنَ السَّمَاءِ مَاءً مُبَارَكًا فَأَنْبَتْنَا بِهِ جَنَّاتٍ وَحَبَّ الْحَصِيدِ ۝٩﴾ (سورة ق).

### يَعْلَمُ مَا فِي الأَرْحَامِ
أحد مفاتح الغيب الخمسة التي لا يعلمها إلا الله.
- قال الله تعالى : ﴿اللَّهُ يَعْلَمُ مَا تَحْمِلُ كُلُّ أُنْثَى وَمَا تَغِيضُ الْأَرْحَامُ وَمَا تَزْدَادُ وَكُلُّ شَيْءٍ عِنْدَهُ بِمِقْدَارٍ ۝٨ عَالِمُ الْغَيْبِ وَالشَّهَادَةِ الْكَبِيرُ الْمُتَعَالِ ۝٩﴾ (سورة الرعد).
- قال الله تعالى : ﴿وَاللَّهُ خَلَقَكُمْ مِنْ تُرَابٍ ثُمَّ مِنْ نُطْفَةٍ ثُمَّ جَعَلَكُمْ أَزْوَاجًا وَمَا تَحْمِلُ مِنْ أُنْثَى وَلَا تَضَعُ إِلَّا بِعِلْمِهِ وَمَا يُعَمَّرُ مِنْ مُعَمَّرٍ وَلَا يُنْقَصُ مِنْ عُمُرِهِ إِلَّا فِي كِتَابٍ إِنَّ ذَلِكَ عَلَى اللَّهِ يَسِيرٌ ۝١١﴾ (سورة فاطر).
- قال الله تعالى : ﴿إِلَيْهِ يُرَدُّ عِلْمُ السَّاعَةِ وَمَا تَخْرُجُ مِنْ ثَمَرَاتٍ مِنْ أَكْمَامِهَا وَمَا تَحْمِلُ مِنْ أُنْثَى وَلَا تَضَعُ إِلَّا بِعِلْمِهِ وَيَوْمَ يُنَادِيهِمْ أَيْنَ شُرَكَائِي قَالُوا آذَنَّاكَ مَا مِنَّا مِنْ شَهِيدٍ ۝٤٧﴾ (سورة فصلت).

### مَاذَا تَكْسِبُ غَدًا
أحد مفاتح الغيب الخمسة التي لا يعلمها إلا الله.
- قال الله تعالى : ﴿اللَّهُ يَبْسُطُ الرِّزْقَ لِمَنْ يَشَاءُ مِنْ عِبَادِهِ وَيَقْدِرُ لَهُ إِنَّ اللَّهَ بِكُلِّ شَيْءٍ عَلِيمٌ ۝٦٢﴾ (سورة العنكبوت).
- قال الله تعالى : ﴿أَوَلَمْ يَرَوْا أَنَّ اللَّهَ يَبْسُطُ الرِّزْقَ لِمَنْ يَشَاءُ وَيَقْدِرُ إِنَّ فِي ذَلِكَ لَآيَاتٍ لِقَوْمٍ يُؤْمِنُونَ ۝٣٧﴾ (سورة الروم).
- قال الله تعالى : ﴿قُلْ إِنَّ رَبِّي يَبْسُطُ الرِّزْقَ لِمَنْ يَشَاءُ مِنْ عِبَادِهِ وَيَقْدِرُ لَهُ وَمَا أَنْفَقْتُمْ مِنْ شَيْءٍ فَهُوَ يُخْلِفُهُ وَهُوَ خَيْرُ الرَّازِقِينَ ۝٣٩﴾ (سورة سبأ).
- قال الله تعالى : ﴿إِنَّ هَذَا لَرِزْقُنَا مَا لَهُ مِنْ نَفَادٍ ۝٥٤﴾ (سورة ص).
- قال الله تعالى : ﴿وَاللَّهُ فَضَّلَ بَعْضَكُمْ عَلَى بَعْضٍ فِي الرِّزْقِ فَمَا الَّذِينَ فُضِّلُوا بِرَادِّي رِزْقِهِمْ عَلَى مَا مَلَكَتْ أَيْمَانُهُمْ فَهُمْ فِيهِ سَوَاءٌ أَفَبِنِعْمَةِ اللَّهِ يَجْحَدُونَ ۝٧١﴾ (سورة النحل).

### بِأَيِّ أَرْضٍ تَمُوتُ
أحد مفاتح الغيب الخمسة التي لا يعلمها إلا الله.
- قال الله تعالى : ﴿وَمَا كَانَ لِنَفْسٍ أَنْ تَمُوتَ إِلَّا بِإِذْنِ اللَّهِ كِتَابًا مُؤَجَّلًا وَمَنْ يُرِدْ ثَوَابَ الدُّنْيَا نُؤْتِهِ مِنْهَا وَمَنْ يُرِدْ ثَوَابَ الْآخِرَةِ نُؤْتِهِ مِنْهَا وَسَنَجْزِي الشَّاكِرِينَ ۝١٤٥﴾ (سورة آل عمران).
- قال الله تعالى : ﴿كُلُّ نَفْسٍ ذَائِقَةُ الْمَوْتِ ثُمَّ إِلَيْنَا تُرْجَعُونَ ۝٥٧﴾ (سورة العنكبوت).
- قال الله تعالى : ﴿فَلَمَّا قَضَيْنَا عَلَيْهِ الْمَوْتَ مَا دَلَّهُمْ عَلَى مَوْتِهِ إِلَّا دَابَّةُ الْأَرْضِ تَأْكُلُ مِنْسَأَتَهُ فَلَمَّا خَرَّ تَبَيَّنَتِ الْجِنُّ أَنْ لَوْ كَانُوا يَعْلَمُونَ الْغَيْبَ مَا لَبِثُوا فِي الْعَذَابِ الْمُهِينِ ۝١٤﴾ (سورة سبأ).
- قال الله تعالى : ﴿اللَّهُ يَتَوَفَّى الْأَنْفُسَ حِينَ مَوْتِهَا وَالَّتِي لَمْ تَمُتْ فِي مَنَامِهَا فَيُمْسِكُ الَّتِي قَضَى عَلَيْهَا الْمَوْتَ وَيُرْسِلُ الْأُخْرَى إِلَى أَجَلٍ مُسَمًّى إِنَّ فِي ذَلِكَ لَآيَاتٍ لِقَوْمٍ يَتَفَكَّرُونَ ۝٤٢﴾ (سورة الزمر).
- قال الله تعالى : ﴿قُلْ إِنَّ الْمَوْتَ الَّذِي تَفِرُّونَ مِنْهُ فَإِنَّهُ مُلَاقِيكُمْ ثُمَّ تُرَدُّونَ إِلَى عَالِمِ الْغَيْبِ وَالشَّهَادَةِ فَيُنَبِّئُكُمْ بِمَا كُنْتُمْ تَعْمَلُونَ ۝٨﴾ (سورة الجمعة).

## كيف نعرف عظمةاللهتعالى العلمية ؟
إن ظهور النقص في علم المخلوقين يدل على كمال علم الخالق وظهور العلوم الجديدة والأفكار الجديدة لدى المخلوقين تبين أن الخالق قد وسع كل شي علما ، وتباين واختلاف العلماء المخلوقين تشير إلى عظمة الخالق وقدرته وتدبيره ،بينالله تعالى في كتابه الكريم عجز كثير من عباده عن معرفة كل شي رغم ما سخّره لهم من الإمكانات وعظمة الملك والسلطان.
- في قصة نبي الله سليمان سخّر الله تعالى له الريح والجن والطير وأعطاه ملك عظيم كما أنه ملك ابن ملك رغم هذا كله أحب الله أن يبين له أن هناك مايَخفَى عنه فبين له هذا بطير ضعيف يملكة وهو الهدهد.

قال الله تعالى : ﴿وَتَفَقَّدَ الطَّيْرَ فَقَالَ مَا لِيَ لَا أَرَى الْهُدْهُدَ أَمْ كَانَ مِنَ الْغَائِبِينَ ۝٢٠ لَأُعَذِّبَنَّهُ عَذَابًا شَدِيدًا أَوْ لَأَذْبَحَنَّهُ أَوْ لَيَأْتِيَنِّي بِسُلْطَانٍ مُبِينٍ ۝٢١ فَمَكَثَ غَيْرَ بَعِيدٍ فَقَالَ أَحَطتُ بِمَا لَمْ تُحِطْ بِهِ وَجِئْتُكَ مِنْ سَبَإٍ بِنَبَإٍ يَقِينٍ ۝٢٢ إِنِّي وَجَدْتُ امْرَأَةً تَمْلِكُهُمْ وَأُوتِيَتْ مِنْ كُلِّ شَيْءٍ وَلَهَا عَرْشٌ عَظِيمٌ ۝٢٣ وَجَدْتُهَا وَقَوْمَهَا يَسْجُدُونَ لِلشَّمْسِ مِنْ دُونِ اللَّهِ وَزَيَّنَ لَهُمُ الشَّيْطَانُ أَعْمَالَهُمْ فَصَدَّهُمْ عَنِ السَّبِيلِ فَهُمْ لَا يَهْتَدُونَ ۝٢٤ أَلَّا يَسْجُدُوا لِلَّهِ الَّذِي يُخْرِجُ الْخَبْءَ فِي السَّمَاوَاتِ وَالْأَرْضِ وَيَعْلَمُ مَا تُخْفُونَ وَمَا تُعْلِنُونَ ۝٢٥﴾ (سورة النمل).
- في قصة نبي الله إبراهيم فرغم أن الله تعالى يحبه وهو خليل الله فقد بين له أنه لم يعرف الملائكة وقدّم لهم الطعام ،قال الله تعالى : ﴿هَلْ أَتَاكَ حَدِيثُ ضَيْفِ إِبْرَاهِيمَ الْمُكْرَمِينَ ۝٢٤ إِذْ دَخَلُوا عَلَيْهِ فَقَالُوا سَلَامًا قَالَ سَلَامٌ قَوْمٌ مُنْكَرُونَ ۝٢٥ فَرَاغَ إِلَى أَهْلِهِ فَجَاءَ بِعِجْلٍ سَمِينٍ ۝٢٦ فَقَرَّبَهُ إِلَيْهِمْ قَالَ أَلَا تَأْكُلُونَ ۝٢٧ فَأَوْجَسَ مِنْهُمْ خِيفَةً قَالُوا لَا تَخَفْ وَبَشَّرُوهُ بِغُلَامٍ عَلِيمٍ ۝٢٨ فَأَقْبَلَتِ امْرَأَتُهُ فِي صَرَّةٍ فَصَكَّتْ وَجْهَهَا وَقَالَتْ عَجُوزٌ عَقِيمٌ ۝٢٩ قَالُوا كَذَلِكِ قَالَ رَبُّكِ إِنَّهُ هُوَ الْحَكِيمُ الْعَلِيمُ ۝٣٠﴾ (سورة الذاريات).
- بل أن سيد الخلق رسولنا محمد صلى الله عليه وسلم بيَّن الله تعالى له علمه بالمنافقين من أهل المدينة ،قال الله تعالى : ﴿وَمِمَّنْ حَوْلَكُمْ مِنَ الْأَعْرَابِ مُنَافِقُونَ وَمِنْ أَهْلِ الْمَدِينَةِ مَرَدُوا عَلَى النِّفَاقِ لَا تَعْلَمُهُمْ نَحْنُ نَعْلَمُهُمْ سَنُعَذِّبُهُمْ مَرَّتَيْنِ ثُمَّ يُرَدُّونَ إِلَى عَذَابٍ عَظِيمٍ ۝١٠١﴾ (سورة التوبة)
- بل أن ربنا سبحانه وتعالى بين لنا بأن هناك قبيلتين موجودة في الأرض التي نسكن فيها وسخر لنا الأقمار الصناعية وعلم الأرض واستخراج بعض الخيرات من باطن الأرض ولكن حتى الآن لم يستطع أحد معرفة أين يسكنون ووعد الله بإخراجهم في آخر الزمان ،قال الله تعالى : ﴿قَالُوا يَا ذَا الْقَرْنَيْنِ إِنَّ يَأْجُوجَ وَمَأْجُوجَ مُفْسِدُونَ فِي الْأَرْضِ فَهَلْ نَجْعَلُ لَكَ خَرْجًا عَلَى أَنْ تَجْعَلَ بَيْنَنَا وَبَيْنَهُمْ سَدًّا ۝٩٤ قَالَ مَا مَكَّنِّي فِيهِ رَبِّي خَيْرٌ فَأَعِينُونِي بِقُوَّةٍ أَجْعَلْ بَيْنَكُمْ وَبَيْنَهُمْ رَدْمًا ۝٩٥ آتُونِي زُبَرَ الْحَدِيدِ حَتَّى إِذَا سَاوَى بَيْنَ الصَّدَفَيْنِ قَالَ انْفُخُوا حَتَّى إِذَا جَعَلَهُ نَارًا قَالَ آتُونِي أُفْرِغْ عَلَيْهِ قِطْرًا ۝٩٦ فَمَا اسْطَاعُوا أَنْ يَظْهَرُوهُ وَمَا اسْتَطَاعُوا لَهُ نَقْبًا ۝٩٧﴾ (سورة الكهف) ،وقال الله تعالى : ﴿حَتَّى إِذَا فُتِحَتْ يَأْجُوجُ وَمَأْجُوجُ وَهُمْ مِنْ كُلِّ حَدَبٍ يَنْسِلُونَ ۝٩٦﴾ (سورة الأنبياء).

## أعلم من في الأرض
سأل رجل نبي الله موسى علية السلام هل في الأرض أعلم منك ؟ فنسي موسى بقدر الله أن يقول الله أعلم فقال لا يوجد أعلم مني على الأرض ، فعاتبه ربه وبين له أن هناك في الأرض من هو أعلم منه ويسَّر له الوصول له ،قال الله تعالى : ﴿قَالَ لَهُ مُوسَى هَلْ أَتَّبِعُكَ عَلَى أَنْ تُعَلِّمَنِ مِمَّا عُلِّمْتَ رُشْدًا ۝٦٦ قَالَ إِنَّكَ لَنْ تَسْتَطِيعَ مَعِيَ صَبْرًا ۝٦٧ وَكَيْفَ تَصْبِرُ عَلَى مَا لَمْ تُحِطْ بِهِ خُبْرًا ۝٦٨ قَالَ سَتَجِدُنِي إِنْ شَاءَ اللَّهُ صَابِرًا وَلَا أَعْصِي لَكَ أَمْرًا ۝٦٩ قَالَ فَإِنِ اتَّبَعْتَنِي فَلَا تَسْأَلْنِي عَنْ شَيْءٍ حَتَّى أُحْدِثَ لَكَ مِنْهُ ذِكْرًا ۝٧٠ فَانْطَلَقَا حَتَّى إِذَا رَكِبَا فِي السَّفِينَةِ خَرَقَهَا قَالَ أَخَرَقْتَهَا لِتُغْرِقَ أَهْلَهَا لَقَدْ جِئْتَ شَيْئًا إِمْرًا ۝٧١ قَالَ أَلَمْ أَقُلْ إِنَّكَ لَنْ تَسْتَطِيعَ مَعِيَ صَبْرًا ۝٧٢ قَالَ لَا تُؤَاخِذْنِي بِمَا نَسِيتُ وَلَا تُرْهِقْنِي مِنْ أَمْرِي عُسْرًا ۝٧٣ فَانْطَلَقَا حَتَّى إِذَا لَقِيَا غُلَامًا فَقَتَلَهُ قَالَ أَقَتَلْتَ نَفْسًا زَكِيَّةً بِغَيْرِ نَفْسٍ لَقَدْ جِئْتَ شَيْئًا نُكْرًا ۝٧٤ قَالَ أَلَمْ أَقُلْ لَكَ إِنَّكَ لَنْ تَسْتَطِيعَ مَعِيَ صَبْرًا ۝٧٥﴾﴿قَالَ إِنْ سَأَلْتُكَ عَنْ شَيْءٍ بَعْدَهَا فَلَا تُصَاحِبْنِي قَدْ بَلَغْتَ مِنْ لَدُنِّي عُذْرًا ۝٧٦ فَانْطَلَقَا حَتَّى إِذَا أَتَيَا أَهْلَ قَرْيَةٍ اسْتَطْعَمَا أَهْلَهَا فَأَبَوْا أَنْ يُضَيِّفُوهُمَا فَوَجَدَا فِيهَا جِدَارًا يُرِيدُ أَنْ يَنْقَضَّ فَأَقَامَهُ قَالَ لَوْ شِئْتَ لَاتَّخَذْتَ عَلَيْهِ أَجْرًا ۝٧٧ قَالَ هَذَا فِرَاقُ بَيْنِي وَبَيْنِكَ سَأُنَبِّئُكَ بِتَأْوِيلِ مَا لَمْ تَسْتَطِعْ عَلَيْهِ صَبْرًا ۝٧٨ أَمَّا السَّفِينَةُ فَكَانَتْ لِمَسَاكِينَ يَعْمَلُونَ فِي الْبَحْرِ فَأَرَدْتُ أَنْ أَعِيبَهَا وَكَانَ وَرَاءَهُمْ مَلِكٌ يَأْخُذُ كُلَّ سَفِينَةٍ غَصْبًا ۝٧٩ وَأَمَّا الْغُلَامُ فَكَانَ أَبَوَاهُ مُؤْمِنَيْنِ فَخَشِينَا أَنْ يُرْهِقَهُمَا طُغْيَانًا وَكُفْرًا ۝٨٠ فَأَرَدْنَا أَنْ يُبْدِلَهُمَا رَبُّهُمَا خَيْرًا مِنْهُ زَكَاةً وَأَقْرَبَ رُحْمًا ۝٨١ وَأَمَّا الْجِدَارُ فَكَانَ لِغُلَامَيْنِ يَتِيمَيْنِ فِي الْمَدِينَةِ وَكَانَ تَحْتَهُ كَنْزٌ لَهُمَا وَكَانَ أَبُوهُمَا صَالِحًا فَأَرَادَ رَبُّكَ أَنْ يَبْلُغَا أَشُدَّهُمَا وَيَسْتَخْرِجَا كَنْزَهُمَا رَحْمَةً مِنْ رَبِّكَ وَمَا فَعَلْتُهُ عَنْ أَمْرِي ذَلِكَ تَأْوِيلُ مَا لَمْ تَسْطِعْ عَلَيْهِ صَبْرًا ۝٨٢﴾ (سورة الكهف).

## التعامل مع اسماللهالعليم
إذا علم العبد بأن الله يعلم كل شي ووسع علمه كل شي فإنه يستحي ويتأدب مع العليم والحياء من الله والخشية منه مرتبطة بمعرفة الله والعلم به وبقدرته وأنه يعلم مافي الصدور.
- قال الله تعالى : ﴿وَمِنَ النَّاسِ وَالدَّوَابِّ وَالْأَنْعَامِ مُخْتَلِفٌ أَلْوَانُهُ كَذَلِكَ إِنَّمَا يَخْشَى اللَّهَ مِنْ عِبَادِهِ الْعُلَمَاءُ إِنَّ اللَّهَ عَزِيزٌ غَفُورٌ ۝٢٨﴾ (سورة فاطر).
- قال الله تعالى : ﴿قُلْ إِنْ تُخْفُوا مَا فِي صُدُورِكُمْ أَوْ تُبْدُوهُ يَعْلَمْهُ اللَّهُ وَيَعْلَمُ مَا فِي السَّمَاوَاتِ وَمَا فِي الْأَرْضِ وَاللَّهُ عَلَى كُلِّ شَيْءٍ قَدِيرٌ ۝٢٩﴾ (سورة آل عمران).

## الحث على تعليم الأطفال اسماللهالعليم
أن تعليم الأطفال أسماء الله الحسنى تُعطي الطفل الحكمة وحسن التعامل مع الله وعندما يعلم الطفل قدرة الله وعلمه فإنه يُراقب تصرفاته ولا يعمل إلا الأعمال الطيبة الحسنة ،وقد ذكر الله تعالى تعليم لقمان الحكيم لإبنه كوصية منه تعالى لنا بتعليم أبنائنا وبناتنا حسن التعامل مع الله تعالى ،قال الله تعالى : ﴿يَا بُنَيَّ إِنَّهَا إِنْ تَكُ مِثْقَالَ حَبَّةٍ مِنْ خَرْدَلٍ فَتَكُنْ فِي صَخْرَةٍ أَوْ فِي السَّمَاوَاتِ أَوْ فِي الْأَرْضِ يَأْتِ بِهَا اللَّهُ إِنَّ اللَّهَ لَطِيفٌ خَبِيرٌ ۝١٦﴾ (سورة لقمان).